# Kanton Juillac
Der Kanton Juillac war von 1790 bis 2015 ein französischer Wahlkreis im Département Corrèze und in der damaligen Region Limousin. Er umfasste zehn Gemeinden im Arrondissement Brive-la-Gaillarde; sein Hauptort (frz.: chef-lieu) war Juillac.  Die landesweiten Änderungen in der Zusammensetzung der Kantone brachten im März 2015 seine Auflösung.

## Gemeinden
| Gemeinde                | Einwohner (Stand: 2022) | Code postal | Code Insee |
| ----------------------- | ----------------------- | ----------- | ---------- |
| Chabrignac              | 528                     | 19350       | 19035      |
| Concèze                 | 384                     | 19350       | 19059      |
| Juillac                 | 1147                    | 19350       | 19094      |
| Lascaux                 | 226                     | 19130       | 19109      |
| Rosiers-de-Juillac      | 175                     | 19350       | 19177      |
| Saint-Bonnet-la-Rivière | 404                     | 19130       | 19187      |
| Saint-Cyr-la-Roche      | 458                     | 19130       | 19196      |
| Saint-Solve             | 451                     | 19130       | 19242      |
| Vignols                 | 529                     | 19130       | 19286      |
| Voutezac                | 1243                    | 19130       | 19288      |